# バレッタ裕
バレッタ 裕（バレッタ ゆたか、1991年8月8日 - ）は、日本の男性声優。アメリカ合衆国・コロラド州出身。アトミックモンキー所属。以前はパワー・ライズに所属していた。

## 経歴
日本人とアメリカ人のハーフ。
アメリカ出身だが育ちは日本であるため、英語は喋れないという。
子供の頃からアニメが好きだったという。高校時代にアニメ『魔法少女リリカルなのは』を観ていた時に声優の水樹奈々がOPを歌っており、作中のキャラクターの声も演じている事を知ったという。その時に「声優になれば芝居や歌やラジオ等色んな事が出来るんだ！」と思い、その後は声優を目指し始めたという。
2021年5月31日までパワー・ライズに所属。フリー期間を経て、2023年9月1日付でアトミックモンキーに所属。

## 人物
愛称はトニー、バレちゃん。
好物は肉料理、しかし野菜が苦手であるため、食事は基本的に肉料理が中心である。

## 出演
太字はメインキャラクター。

### テレビアニメ
2014年
- スペースダンディ（村人たち）
- のうりん（虹原）

2016年
- バッテリー（萩雄途）

2017年
- アイドルマスター SideM（華村翔真）

2018年
- アイドルマスター SideM 理由あってMini!（華村翔真）

2020年
- 八男って、それはないでしょう!（エックハルト）
- エタニティ 〜深夜の濡恋ちゃんねる♡〜（同僚B） - 通常版

2021年
- Fairy蘭丸〜あなたの心お助けします〜（清怜うるう）

2024年
- ドラえもん（テレビ朝日版第2期）（2024年 - 2025年、カラス、店員②、前田ロンドン）

2025年
- ブスに花束を。（チャラ男）

### ゲーム
2014年
- 疾走、ヤンキー魂。（ヤンキー）

2015年
- アイドルマスター SideM（2015年 - 2023年、華村翔真）
- 夢王国と眠れる100人の王子様（ライアン）

2016年
- エラキス 〜永遠の塔と騎士の物語〜（アーサー）

2017年
- 恋のよろずや (伊集院渉)
- アイドルマスター SideM LIVE ON ST@GE!（2017年 - 2020年、華村翔真）

2018年
- 桜花裁き斬（置賜 飯豊之助 ）

2019年
- 逆転オセロニア（イザナギ）

2021年
- アイドルマスター ポップリンクス（華村翔真）
- アイドルマスター SideM GROWING STARS（2021年 - 2023年、華村翔真）

2022年
- 共闘ことばRPG コトダマン（ハガイダカル、クーヤステン）

2024年
- モンスターストライク（ドン・ジョヴァンニ）

### 吹き替え
- アヴリルと奇妙な世界（2019年、ジュリウス〈声：マルク＝アンドレ・グロンダン〉）

### ドラマCD
- THE IDOLM@STER SideM ST@RTING LINE -08 FRAME（2016年、華村翔真）

### オーディオドラマ
- アイドルマスター SideM「315 PASSION CONTENTS」（2023年 - 2024年、華村翔真） - 5作品[一覧 1]

### ラジオ
※はインターネット配信。
- アイドルマスター SideM ラジオ 315プロNight!（2020年 - 、ニコニコ生放送※）

### 朗読劇
- THE IDOLM@STER SideM PASSIONABLE READING SHOW -超常事変〜対立スル正義〜-（2023年3月11日、武蔵野の森総合スポーツプラザ メインアリーナ） - 華村翔真 役[19]
- THE IDOLM@STER SideM PASSIONABLE READING SHOW ～天地四心伝～（2024年2月11日、幕張イベントホール） -  華村翔真 役[20]
- ニュー・ルネッサンス・イン・パリ（2024年7月24日、博品館劇場）[21]
- はなしぐれ（2025年1月9日 - 13日、CBGKシブゲキ!!） - 岩渕メイソン 役[22]

### インターネット番組
- オールナイト声優フジ 第7夜（2023年、FOD）

## ディスコグラフィ

### キャラクターソング
| 発売日   | 商品名                                                                            | 歌 | 楽曲                                                                        | 備考 |
| 2016年   | 2016年                                                                            | 2016年 | 2016年                                                                      | 2016年 |
| -------- | --------------------------------------------------------------------------------- | --- | --------------------------------------------------------------------------- | --- |
| 1月27日  | THE IDOLM@STER SideM ST@RTING LINE -07 彩                                         | 彩 | 「喝彩！〜花鳥風月〜」 「和風堂々！〜WAnderful NIPPON!〜」 「DRIVE A LIVE」 | ゲーム『アイドルマスター SideM』関連曲                                                                    |
| 12月21日 | THE IDOLM@STER SideM ORIGIN@L PIECES 02                                           | 華村翔真（バレッタ裕） | 「ぴんとこな 〜蝶よ華よ〜」                                                 | ゲーム『アイドルマスター SideM』関連曲                                                                    |
| 2017年   |                                                                                   | |                                                                             | |
| 2月1日   | Beyond The Dream                                                                  | 315プロダクション所属アイドル | 「Beyond The Dream」                                                        | ゲーム『アイドルマスター SideM』テーマソング                                                              |
| 2月1日   | Beyond The Dream                                                                  | 315プロダクション所属アイドル（メンタル） | 「Beyond The Dream」                                                        | ゲーム『アイドルマスター SideM』テーマソング                                                              |
| 8月30日  | Cybernetics Wars ZERO 〜願いを宿す機械の子〜                                      | 冬美旬（永塚拓馬）、天ヶ瀬冬馬（寺島拓篤）、都築圭（土岐隼一）、東雲荘一郎（天﨑滉平）、華村翔真（バレッタ裕） | 「Genesis Contact」                                                         | ゲーム『アイドルマスター SideM』関連曲                                                                    |
| 2018年   |                                                                                   | |                                                                             | |
| 3月21日  | THE IDOLM@STER SideM 3rd ANNIVERSARY DISC 03 彩 & 神速一魂 & THE 虎牙道           | 彩 | 「桜彩」                                                                    | ゲーム『アイドルマスター SideM』関連曲                                                                    |
| 3月21日  | THE IDOLM@STER SideM 3rd ANNIVERSARY DISC 03 彩 & 神速一魂 & THE 虎牙道           | 彩、神速一魂、THE 虎牙道 | 「笑顔の祭りにゃ、福来る」                                                  | ゲーム『アイドルマスター SideM』関連曲                                                                    |
| 3月25日  | THE IDOLM@STER SideM 3rd ANNIVERSARY SOLO COLLECTION 03                           | 華村翔真（バレッタ裕） | 「桜彩」                                                                    | ゲーム『アイドルマスター SideM』関連曲                                                                    |
| 12月5日  | THE IDOLM@STER SideM WakeMini! MUSIC COLLECTION 02                                | 315 STARS（メンタル Ver.） | 「Friendly Smile」                                                          | テレビアニメ『アイドルマスター SideM 理由あってMini!』エンディングテーマ                                  |
| 2019年   |                                                                                   | |                                                                             | |
| 3月15日  | THE IDOLM@STER SideM WakeMini! SOLO COLLECTION 02 MENTAL Ver.                     | 華村翔真（バレッタ裕） | 「Friendly Smile」                                                          | テレビアニメ『アイドルマスター SideM 理由あってMini!』関連曲                                              |
| 5月10日  | THE IDOLM@STER SideM 4th ANNIVERSARY DISC「LIVE in your SMILE / DREAM JOURNEY」   | Altessimo、W、FRAME、彩、神速一魂、S.E.M、THE 虎牙道、Legenders | 「LIVE in your SMILE」                                                      | ゲーム『アイドルマスター SideM』関連曲                                                                    |
| 10月2日  | THE IDOLM@STER SideM WORLD TRE@SURE 10                                            | 柏木翼（八代拓）、華村翔真（バレッタ裕）、東雲荘一郎（天﨑滉平）、円城寺道流（濱野大輝） | 「My pen light, SMILE」 「MEET THE WORLD!（THAILAND Ver.）」                | ゲーム『アイドルマスター SideM LIVE ON ST@GE!』関連曲                                                     |
| 10月23日 | Best Game 2 〜命運を賭けるトリガー〜                                              | 神谷幸広（狩野翔）、北村想楽（汐谷文康）、握野英雄（熊谷健太郎）、華村翔真（バレッタ裕）、榊夏来（渡辺紘）、岡村直央（矢野奨吾） | 「ALL nOR NOTHING」                                                         | ゲーム『アイドルマスター SideM』関連曲                                                                    |
| 12月18日 | THE IDOLM@STER SideM 5th ANNIVERSARY DISC 01 PRIDE STAR                           | 315 ALLSTARS | 「PRIDE STAR」 「DRIVE A LIVE」 「Reason!!」 「GLORIOUS RO@D」              | ゲーム『アイドルマスター SideM』関連曲                                                                    |
| 2020年   |                                                                                   | |                                                                             | |
| 3月6日   | THE IDOLM@STER SideM 5th ANNIVERSARY UNIT COLLECTION -PRIDE STAR-                 | 彩 | 「PRIDE STAR」                                                              | ゲーム『アイドルマスター SideM』関連曲                                                                    |
| 4月22日  | THE IDOLM@STER SideM 5th ANNIVERSARY DISC 05 Altessimo&彩&High×Joker              | 彩 | 「祝彩！」                                                                  | ゲーム『アイドルマスター SideM』関連曲                                                                    |
| 4月22日  | THE IDOLM@STER SideM 5th ANNIVERSARY DISC 05 Altessimo&彩&High×Joker              | Altessimo、彩、High×Joker | 「Singing Explorers」                                                       | ゲーム『アイドルマスター SideM』関連曲                                                                    |
| 8月26日  | THE IDOLM@STER SideM 5th ANNIVERSARY SOLO COLLECTION 04                           | 華村翔真（バレッタ裕） | 「祝彩！」                                                                  | ゲーム『アイドルマスター SideM』関連曲                                                                    |
| 9月19日  | アイドルマスター SideM ストラグルハート 第2巻特装版特典CD                         | 彩 | 「勇敢なるキミヘ」                                                          | 漫画『アイドルマスター SideM ストラグルハート』関連曲                                                     |
| 2021年   |                                                                                   | |                                                                             | |
| 2月7日   | THE IDOLM@STER SideM UNIT COLLECTION -MEET THE WORLD!-                            | 315 ALLSTARS | 「MEET THE WORLD!」                                                         | ゲーム『アイドルマスター SideM』関連曲                                                                    |
| 2月7日   | THE IDOLM@STER SideM UNIT COLLECTION -MEET THE WORLD!-                            | 彩 | 「MEET THE WORLD!」                                                         | ゲーム『アイドルマスター SideM』関連曲                                                                    |
| 4月7日   | THE IDOLM@STER SideM NEW STAGE EPISODE:14 彩                                      | 彩 | 「装 -So Beautiful-」 「NEXT STAGE!」                                       | ゲーム『アイドルマスター SideM』関連曲                                                                    |
| 4月21日  | 妖しく Get your heart                                                             | 5 to HEAVEN | 「妖しく Get your heart」                                                   | テレビアニメ『Fairy蘭丸〜あなたの心お助けします〜』オープニングテーマ                                     |
| 4月21日  | 妖しく Get your heart                                                             | 5 to HEAVEN | 「MAKE YOU CRAZY」                                                          | テレビアニメ『Fairy蘭丸〜あなたの心お助けします〜』関連曲                                                 |
| 4月21日  | 夭聖哀歌                                                                          | 5 to HEAVEN | 「夭聖哀歌」                                                                | テレビアニメ『Fairy蘭丸〜あなたの心お助けします〜』エンディングテーマ                                     |
| 4月21日  | 夭聖哀歌                                                                          | 5 to HEAVEN | 「Fairy Night, Fairy Love」                                                 | テレビアニメ『Fairy蘭丸〜あなたの心お助けします〜』関連曲                                                 |
| 6月16日  | HEAVENS DOOR                                                                      | 清怜うるう（バレッタ裕） | 「俺の心は雨模様」                                                          | テレビアニメ『Fairy蘭丸〜あなたの心お助けします〜』挿入歌                                                 |
| 9月29日  | THE IDOLM@STER SideM GROWING SIGN@L 01 Growing Smiles!                            | 315 ALLSTARS | 「Growing Smiles!」 「DRIVE A LIVE」 「Beyond The Dream」 「NEXT STAGE!」   | ゲーム『アイドルマスター SideM GROWING STARS』関連曲                                                      |
| 2022年   |                                                                                   | |                                                                             | |
| 1月8日   | THE IDOLM@STER SideM UNIT COLLECTION -Growing Smiles!-                            | 彩 | 「Growing Smiles!」                                                         | ゲーム『アイドルマスター SideM GROWING STARS』関連曲                                                      |
| 3月12日  | THE IDOLM@STER SideM PASSION@TE FORMATION -MENTAL-                                | 315 STARS（メンタルVer.） | 「リトルハピネス」                                                          | ゲーム『アイドルマスター SideM GROWING STARS』関連曲                                                      |
| 3月12日  | THE IDOLM@STER SideM PASSION@TE FORMATION -MENTAL-                                | 華村翔真（バレッタ裕） | 「リトルハピネス」                                                          | ゲーム『アイドルマスター SideM GROWING STARS』関連曲                                                      |
| 4月6日   | THE IDOLM@STER SideM GROWING SIGN@L 06 彩                                         | 彩 | 「いとをかし！～一彩×合彩～」 「彩リノ歌」                                  | ゲーム『アイドルマスター SideM GROWING STARS』関連曲                                                      |
| 10月1日  | THE IDOLM@STER SideM GROWING SIGN@L SOLO COLLECTION 01                            | 華村翔真（バレッタ裕） | 「いとをかし！～一彩×合彩～」                                               | ゲーム『アイドルマスター SideM GROWING STARS』関連曲                                                      |
| 12月21日 | THE IDOLM@STER SideM GROWING SIGN@L 15 Take a StuMp!                              | 315 ALLSTARS | 「Take a StuMp!」                                                           | ゲーム『アイドルマスター SideM GROWING STARS』関連曲                                                      |
| 2023年   |                                                                                   | |                                                                             | |
| 2月11日  | THE IDOLM@STER SideM UNIT COLLECTION -Take a StuMp!-                              | 彩 | 「Take a StuMp!」                                                           | ゲーム『アイドルマスター SideM GROWING STARS』関連曲                                                      |
| 3月11日  | 幻想のUtopia/安寧のDystopia                                                       | 天ヶ瀬冬馬（寺島拓篤）、伊集院北斗（神原大地）、都築圭（土岐隼一）、神楽麗（永野由祐）、渡辺みのり（高塚智人）、信玄誠司（増元拓也）、華村翔真（バレッタ裕）、清澄九郎（中田祐矢）、伊瀬谷四季（野上翔）、神谷幸広（狩野翔）、卯月巻緒（児玉卓也）、水嶋咲（小林大紀）、橘志狼（古畑恵介）、舞田類（榎木淳弥）、山下次郎（中島ヨシキ）、円城寺道流（濱野大輝）、兜大吾（浦尾岳大）、九十九一希（比留間俊哉）、葛之葉雨彦（笠間淳）、北村想楽（汐谷文康） | 「安寧のDystopia」                                                          | 舞台『THE IDOLM@STER SideM PASSIONABLE READING SHOW -超常事変〜対立スル正義〜-』エンディングテーマ        |
| 9月27日  | THE IDOLM@STER SideM 49 ELEMENTS 15 彩                                            | 彩 | 「愛笑華！」                                                                | ゲーム『アイドルマスター SideM GROWING STARS』関連曲                                                      |
| 9月27日  | THE IDOLM@STER SideM 49 ELEMENTS 15 彩                                            | 華村翔真（バレッタ裕） | 「今宵、笑むように」                                                        | ゲーム『アイドルマスター SideM GROWING STARS』関連曲                                                      |
| 10月28日 | THE IDOLM@STER SideM 8th STAGE THEME SONG「Hands & Claps!」                       | 315 ALLSTARS | 「Hands & Claps!」                                                          | ライブイベント『THE IDOLM@STER SideM 8th STAGE 〜ALL H@NDS TOGETHER〜』テーマソング                       |
| 10月28日 | THE IDOLM@STER SideM 8th STAGE THEME SONG「Hands & Claps!」                       | 315 STARS（メンタルVer.） | 「Hands & Claps!」                                                          | ライブイベント『THE IDOLM@STER SideM 8th STAGE 〜ALL H@NDS TOGETHER〜』テーマソング                       |
| 2024年   |                                                                                   | |                                                                             | |
| 3月6日   | THE IDOLM@STER SideM F@NTASTIC COMBINATION～CONNECTIME!!!!～ -共鳴和音- 彩        | Altessimo、彩 | 「組曲 -to All Ages Concerto-」                                             | ライブイベント『315 Production presents F＠NTASTIC COMBINATION LIVE 〜CONNECTIME!!!!〜 -共鳴和音-』関連曲 |
| 3月6日   | THE IDOLM@STER SideM F@NTASTIC COMBINATION～CONNECTIME!!!!～ -共鳴和音- 彩        | 彩 | 「Tone's Destiny」                                                          | ライブイベント『315 Production presents F＠NTASTIC COMBINATION LIVE 〜CONNECTIME!!!!〜 -共鳴和音-』関連曲 |
| 3月6日   | THE IDOLM@STER SideM F@NTASTIC COMBINATION～CONNECTIME!!!!～ -共鳴和音- 彩        | Altessimo、彩、Legenders、C.FIRST | 「Beyond the Dream」 「NEXT STAGE!（Short size）」                          | ライブイベント『315 Production presents F＠NTASTIC COMBINATION LIVE 〜CONNECTIME!!!!〜 -共鳴和音-』関連曲 |
| 3月6日   | THE IDOLM@STER SideM F@NTASTIC COMBINATION～CONNECTIME!!!!～ -共鳴和音- Altessimo | Altessimo、彩、Legenders、C.FIRST | 「DRIVE A LIVE」                                                            | ライブイベント『315 Production presents F＠NTASTIC COMBINATION LIVE 〜CONNECTIME!!!!〜 -共鳴和音-』関連曲 |

### シリーズ一覧
1. ↑  『F@NCOMLIVE 君を惹き付けるものは』（2023年）、『F@NCOMLIVE 今を届けたくて！』（2023年）、『CIRCLE OF DELIGHT 最強の1と1で！』（2024年）、『10th Anniversary Fes 〜サイコーのパッションで！〜』（2024年）、『CIRCLE OF DELIGHT 〇〇な彩、〇〇なアイドル！』（2024年）

### ユニットメンバー
1. 1 2 3 4 5 6 7 8 9 10 11 12 13 14 15 16  猫柳キリオ（山下大輝）、華村翔真（バレッタ裕）、清澄九郎（中田祐矢）
2. 1 2  天ヶ瀬冬馬（寺島拓篤）、御手洗翔太（松岡禎丞）、伊集院北斗（神原大地）、天道輝（仲村宗悟）、桜庭薫（内田雄馬）、柏木翼（八代拓）、都築圭（土岐隼一）、神楽麗（永野由祐）、鷹城恭二（梅原裕一郎）、ピエール（堀江瞬）、渡辺みのり（高塚智人）、伊瀬谷四季（野上翔）、秋山隼人（千葉翔也）、若里春名（白井悠介）、冬美旬（永塚拓馬）、榊夏来（渡辺紘）、蒼井享介（山谷祥生）、蒼井悠介（菊池勇成）、硲道夫（伊東健人）、舞田類（榎木淳弥）、山下次郎（中島ヨシキ）、清澄九郎（中田祐矢）、猫柳キリオ（山下大輝）、華村翔真（バレッタ裕）、握野英雄（熊谷健太郎）、木村龍（濱健人）、信玄誠司（増元拓也）、紅井朱雀（益山武明）、黒野玄武（深町寿成）、神谷幸広（狩野翔）、東雲荘一郎（天﨑滉平）、アスラン＝ベルゼビュートII世（古川慎）、卯月巻緒（児玉卓也）、水嶋咲（小林大紀）、大河タケル（寺島惇太）、円城寺道流（濱野大輝）、牙崎漣（小松昌平）、岡村直央（矢野奨吾）、橘志狼（古畑恵介）、姫野かのん（村瀬歩）、秋月涼（三瓶由布子）、兜大吾（浦尾岳大）、九十九一希（徳武竜也）、葛之葉雨彦（笠間淳）、北村想楽（汐谷文康）、古論クリス（駒田航）
3. 1 2  御手洗翔太（松岡禎丞）、柏木翼（八代拓）、都築圭（土岐隼一）、ピエール（堀江瞬）、蒼井悠介（菊池勇成）、信玄誠司（増元拓也）、華村翔真（バレッタ裕）、清澄九郎（中田祐矢）、若里春名（白井悠介）、神谷幸広（狩野翔）、卯月巻緒（児玉卓也）、姫野かのん（村瀬歩）、舞田類（榎木淳弥）、秋月涼（三瓶由布子）、北村想楽（汐谷文康）
4. 1 2  紅井朱雀（益山武明）、黒野玄武（深町寿成）
5. 1 2  大河タケル（寺島惇太）、円城寺道流（濱野大輝）、牙崎漣（小松昌平）
6. 1 2 3 4  都築圭（土岐隼一）、神楽麗（永野由祐）
7. ↑  蒼井享介（山谷祥生）、蒼井悠介（菊池勇成）
8. ↑  握野英雄（熊谷健太郎）、木村龍（濱健人）、信玄誠司（増元拓也）
9. ↑  硲道夫（伊東健人）、舞田類（榎木淳弥）、山下次郎（中島ヨシキ）
10. 1 2  葛之葉雨彦（笠間淳）、北村想楽（汐谷文康）、古論クリス（駒田航）
11. ↑  伊瀬谷四季（野上翔）、秋山隼人（千葉翔也）、若里春名（白井悠介）、冬美旬（永塚拓馬）、榊夏来（渡辺紘）
12. ↑  天ヶ瀬冬馬（寺島拓篤）、御手洗翔太（松岡禎丞）、伊集院北斗（神原大地）、天道輝（仲村宗悟）、桜庭薫（内田雄馬）、柏木翼（八代拓）、都築圭（土岐隼一）、神楽麗（永野由祐）、鷹城恭二（梅原裕一郎）、ピエール（堀江瞬）、渡辺みのり（高塚智人）、伊瀬谷四季（野上翔）、秋山隼人（千葉翔也）、若里春名（白井悠介）、冬美旬（永塚拓馬）、榊夏来（渡辺紘）、蒼井享介（山谷祥生）、蒼井悠介（菊池勇成）、硲道夫（伊東健人）、舞田類（榎木淳弥）、山下次郎（中島ヨシキ）、清澄九郎（中田祐矢）、猫柳キリオ（山下大輝）、華村翔真（バレッタ裕）、握野英雄（熊谷健太郎）、木村龍（濱健人）、信玄誠司（増元拓也）、紅井朱雀（益山武明）、黒野玄武（深町寿成）、神谷幸広（狩野翔）、東雲荘一郎（天﨑滉平）、アスラン＝ベルゼビュートII世（古川慎）、卯月巻緒（児玉卓也）、水嶋咲（小林大紀）、大河タケル（寺島惇太）、円城寺道流（濱野大輝）、牙崎漣（小松昌平）、岡村直央（矢野奨吾）、橘志狼（古畑恵介）、姫野かのん（村瀬歩）、秋月涼（三瓶由布子）、兜大吾（浦尾岳大）、九十九一希（比留間俊哉）、葛之葉雨彦（笠間淳）、北村想楽（汐谷文康）、古論クリス（駒田航）
13. ↑  阿以蘭丸（坂田将吾）、歩照瀬焔（田邊幸輔）、清怜うるう（バレッタ裕）、陸岡樹果（草野太一）、雅楽代寶（堀曜宏）
14. 1 2 3  天ヶ瀬冬馬（寺島拓篤）、御手洗翔太（松岡禎丞）、伊集院北斗（神原大地）、天道輝（仲村宗悟）、桜庭薫（内田雄馬）、柏木翼（八代拓）、都築圭（土岐隼一）、神楽麗（永野由祐）、鷹城恭二（梅原裕一郎）、ピエール（堀江瞬）、渡辺みのり（高塚智人）、伊瀬谷四季（野上翔）、秋山隼人（千葉翔也）、若里春名（白井悠介）、冬美旬（永塚拓馬）、榊夏来（渡辺紘）、蒼井享介（山谷祥生）、蒼井悠介（菊池勇成）、硲道夫（伊東健人）、舞田類（榎木淳弥）、山下次郎（中島ヨシキ）、清澄九郎（中田祐矢）、猫柳キリオ（山下大輝）、華村翔真（バレッタ裕）、握野英雄（熊谷健太郎）、木村龍（濱健人）、信玄誠司（増元拓也）、紅井朱雀（益山武明）、黒野玄武（深町寿成）、神谷幸広（狩野翔）、東雲荘一郎（天﨑滉平）、アスラン＝ベルゼビュートII世（古川慎）、卯月巻緒（児玉卓也）、水嶋咲（小林大紀）、大河タケル（寺島惇太）、円城寺道流（濱野大輝）、牙崎漣（小松昌平）、岡村直央（矢野奨吾）、橘志狼（古畑恵介）、姫野かのん（村瀬歩）、秋月涼（三瓶由布子）、兜大吾（浦尾岳大）、九十九一希（比留間俊哉）、葛之葉雨彦（笠間淳）、北村想楽（汐谷文康）、古論クリス（駒田航）、天峰秀（伊瀬結陸）、花園百々人（宮﨑雅也）、眉見鋭心（大塚剛央）
15. 1 2  御手洗翔太（松岡禎丞）、柏木翼（八代拓）、都築圭（土岐隼一）、ピエール（堀江瞬）、蒼井悠介（菊池勇成）、信玄誠司（増元拓也）、華村翔真（バレッタ裕）、清澄九郎（中田祐矢）、若里春名（白井悠介）、神谷幸広（狩野翔）、卯月巻緒（児玉卓也）、姫野かのん（村瀬歩）、舞田類（榎木淳弥）、秋月涼（三瓶由布子）、北村想楽（汐谷文康）、花園百々人（宮﨑雅也）
16. ↑  天峰秀（伊瀬結陸）、花園百々人（宮﨑雅也）、眉見鋭心（大塚剛央）